# Преображенская церковь (Стокгольм)
Преображенская церковь (швед. Kristi förklarings ortodoxa kyrka) — православный домовый храм Американской, Канадской и Австралийской епархии Болгарского патриархата, расположенный по улице Биргер Ярлсгатан, 98 (станция метро Odenplan) в Стокгольме в Швеции.

## История
Преображенский русский православный приход, прошедший длительный путь становления, в апреле 1907 году приобрёл постоянное место прописки, разместившись на первом этаже жилого шестиэтажного дома по адресу улица Биргер Ярлсгатан, 98 в северной части Стокгольма.
Храм украшен одноярусным дубовым иконостасом в русском стиле, изготовленным в Санкт-Петербурге в начале 1890-х годов по заказу настоятеля Преображенского прихода протоиерея Петра Румянцева.
Освящение храма состоялось в день Пасхи 27 апреля 1907 года.
В связи с празднованием юбилея 300-летия Дома Романовых приход посетила супруга шведского принца Вильгельма великая княгиня Мария Павловна, оставившая для церкви часть своих личных икон.
После революции 1917 года связи с Петроградом прекратились, что для стокгольмского прихода по сути означало финансовый крах. Только самоотверженные усилия прихожан позволили сохранить церковь. В первые послереволюционные годы в Стокгольм прибыли русские эмигранты, и приход увеличился с нескольких десятков до нескольких сотен человек.

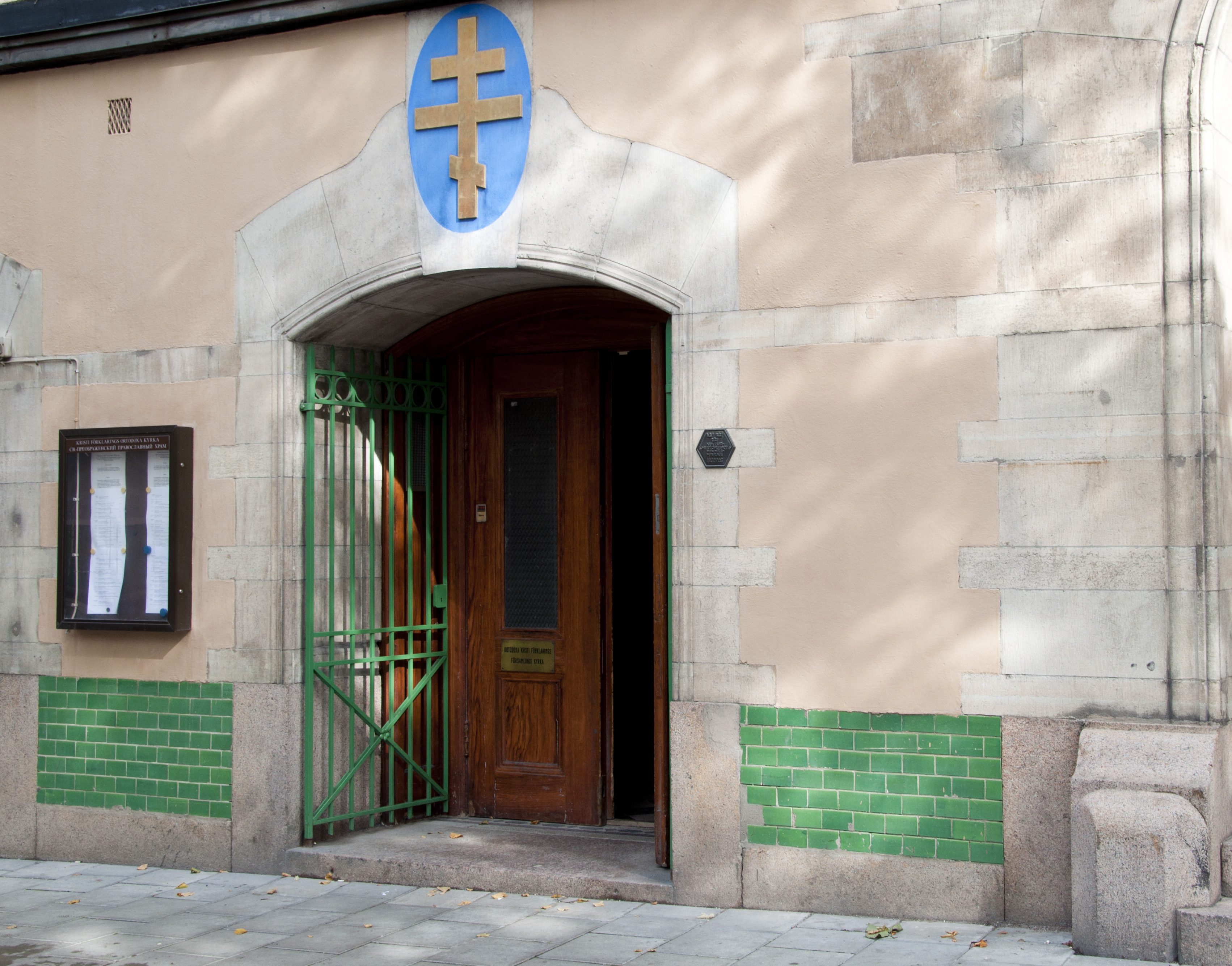
Вход в Преображенскую церковь с Биргер-Ярлсгатан, 98

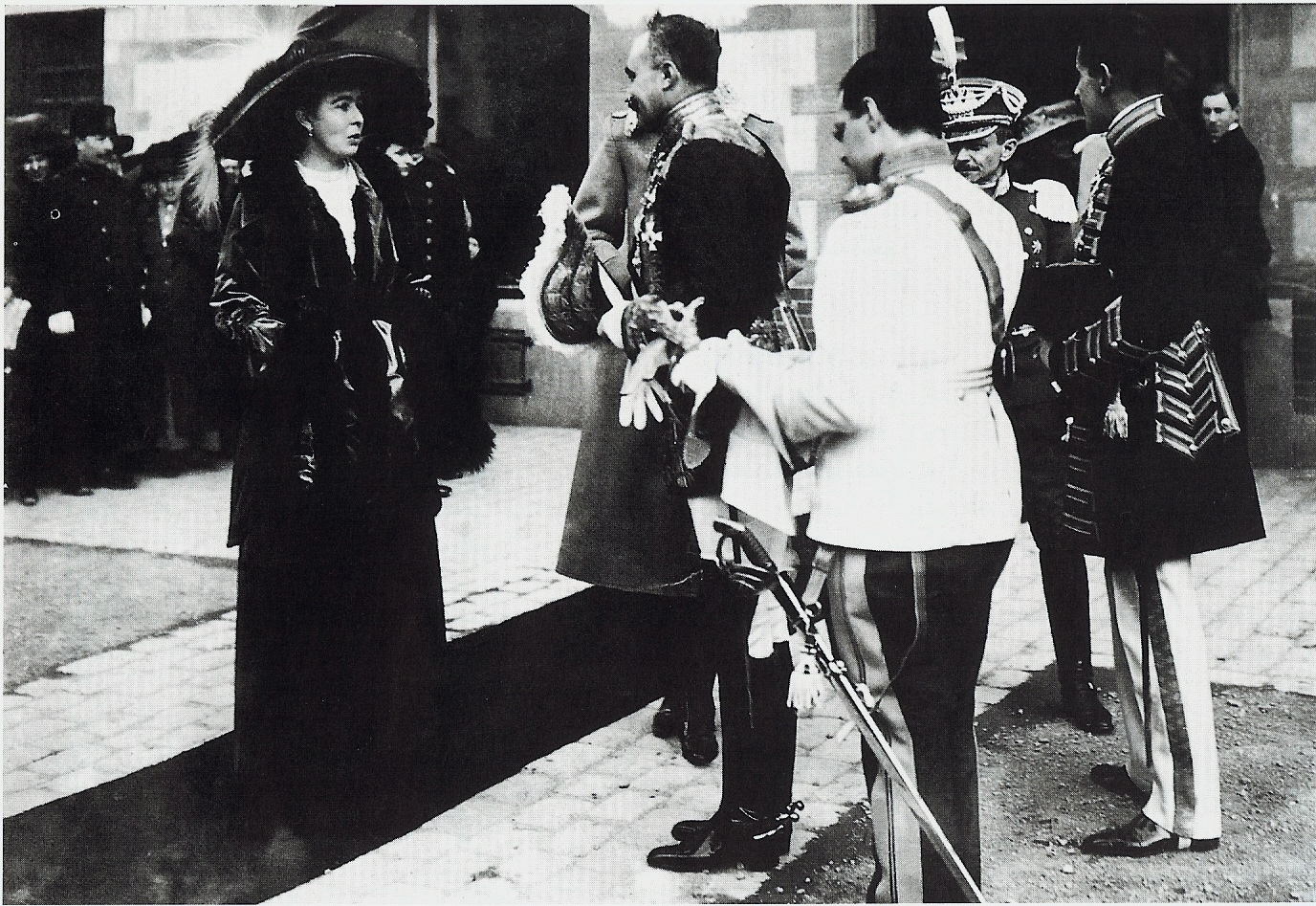
Визит в церковь Маргариты Коннаутской

В начале 1920-х годов был организован церковный совет, который выработал приходской устав. В 1925 году устав был утверждён, и приход был признан специальной резолюцией короля Густава V.
Прихожане организовывали ежегодные вечера, концерты, русский театр и собирали средства для помощи церкви. Это помогло пережить наиболее тяжёлые времена 1920—1930 годов и спасти храм от закрытия.
После Второй Мировой войны стокгольмскую православную общину пополнили многочисленные русские беженцы из Финляндии, Прибалтики и Германии.
По причине тяжёлой экономической ситуации храм обветшал; пол значительно осел, стеклянный потолок, ранее расписанный золотом и лазурью, был испорчен дождевой водой, которая также повредила старинные облачения; стены, отделанные под мрамор, и розовые пилястры были закрашены жёлтой краской.
В 1999 году решением правительства Швеции храм включён в список памятников архитектуры в связи с чем на средства Государственного комитета по охране памятников старины церковь была отреставрирована на средства, выделенные королём Швеции Карлом XVI Густавом.
Как отмечалось в 2014 году: «Общее количество прихожан достигает 1,5 тысячи человек, которые принадлежат 14-ти различным этическим группам. Это русские, шведы, финны, украинцы, грузины, греки, белорусы, поляки, сербы, французы, англичане, болгары, румыны и латино-американцы. В общении между собой мы используем чаще всего русский и шведский языки. Богослужебным языком является церковно-славянский. Прихожане также общаются между собой на французском, английском, греческом, сербском, грузинском языках».
17 марта 2019 года, в связи с упразднением Константинопольским патриархатом Западноевропейского русского экзархата, настоятелем прихода протоиереем Ангелом Величковым церковь была переведена в юрисдикцию Американской, Канадской и Австралийской епархии Болгарского патриархата.

## Настоятели
- иерей Михаил Раевский (1834—1840)
- иерей Арсений Судаков (1844—1854)
- иерей Димитрий Опоцкий (1863—1877)
- протоиерей Пётр Румянцев[вд] (1907—1936)
- епископ Стефан (Тимченко) (1 февраля 1936 — 29 января 1979)
- архимандрит Матфий (Нурстрём) (1980 — 26 июля 2005)
- протоиерей Ангел Величков (с 2005)